# Gustav-Adolf-Straße (metrostation)
Gustav-Adolf-Straße is een metrostation in het district Sündersbühl van de Duitse stad Neurenberg. Het station werd geopend op 14 juni 2008 en wordt bediend door lijn U3 van de metro van Neurenberg.